# Picris scabra
Picris scabra là một loài thực vật có hoa trong họ Cúc. Loài này được Forssk. miêu tả khoa học đầu tiên năm 1775.